# Brendan's Death Song
Brendan's Death Song è un singolo del gruppo musicale statunitense Red Hot Chili Peppers, pubblicato l'11 giugno 2012 come quarto e ultimo singolo dal decimo album in studio I'm with You.

## Descrizione
La canzone è dedicata a Brendan Mullen, proprietario del punk club di Los Angeles The Masque e Club Lingerie e amico da lungo tempo della band, scomparso il 12 ottobre 2009 all'età di 60 anni.
Mullen era una figura nota nel panorama musicale californiano, in quanto i suoi locali erano stati il trampolino di lancio di varie band (come i The Go-Go's, i The Germs e i Red Hot Chili Peppers stessi) che lì avevano iniziato ad esibirsi.
Mullen aveva da poco iniziato a collaborare con i Red Hot Chili Peppers alla stesura della loro autobiografia, An Oral/Visual History by the Red Hot Chili Peppers. La sua morte avvenne nel medesimo giorno in cui la band aveva iniziato le prove di registrazione del nuovo album, assieme al nuovo chitarrista Josh Klinghoffer, lasciando i musicisti particolarmente scossi.
In un'intervista della Billboard pubblicata il 6 marzo 2012 il batterista Chad Smith annunciò che la canzone sarebbe stata pubblicata come singolo, il quinto (e ultimo) tratto dall'album dopo Did I Let You Know.